# 新兴油店
新兴油店位于中国陕西省咸阳市渭城区东明街中段路南，为明初民间榨油作坊遗址，有“先有新兴油店，后有咸阳城”之说，现仅存沿街的两层铺面三间，2011年曾遭到拆迁损坏，重修时将拆毁的土坯墙改为青砖墙，现为某售楼部。